# Beam (videogioco)
Beam è un videogioco rompicapo d'azione pubblicato nel 1989 per Amiga, Atari ST e Commodore 64 dalla Magic Bytes.
Ha un'ambientazione surreale e consiste nel pilotare una navicella per evitare pericoli e attivare, toccandoli, generatori di fasci di energia, da cui il nome Beam (lett. "raggio" in inglese).
A volte è stato accostato a Deflektor come principio generale.

## Modalità di gioco
Il giocatore controlla una navicella a forma di freccetta bianca, detta "aliante", che si sposta in tutte le direzioni su livelli bidimensionali a schermata fissa con vista dall'alto, pieni di ostacoli.
Prima di iniziare la partita si può scegliere tra due modalità di movimento dell'aliante: in quella "diretta" l'aliante va nella direzione puntata dal joystick, in quella "razzo" può ruotare su sé stesso in 16 direzioni e dare spinta in avanti.
In entrambi i casi l'aliante viaggia con inerzia e il pulsante di fuoco funge da freno istantaneo.
Per completare uno schema bisogna raggiungere l'uscita, che dev'essere prima aperta, collegando tra loro tutti i generatori con una catena di fasci di energia. I raggi si possono proiettare in orizzontale o verticale tra due generatori allineati. I generatori sono oggetti quadrati che possono essere rossi o neri, ossia energizzati o meno. Toccando un generatore rosso, l'aliante cambia colore e a questo punto può toccare un generatore nero allineato per renderlo rosso e attivare il raggio tra i due generatori.
I raggi sono permanenti e letali al contatto con l'aliante, per cui occorre fare attenzione al lato da cui si toccano i generatori e all'ordine con cui si attivano, per evitare di restare bloccati da barriere impenetrabili.
Negli schermi fluttuano in modo casuale alcune palline colorate dette killerball, anch'esse letali in caso di contatto.
La distruzione dell'aliante causa subito la fine della partita, ma è possibile ricominciare dallo stesso livello precedentemente raggiunto oltre che dal primo.
C'è anche un limite di tempo per ogni livello.
I livelli sono caratterizzati, oltre che da diversi fondali decorativi, da varie disposizioni di blocchi quadrati di diversi tipi, contraddistinti da simboli. I blocchi possono essere semplici ostacoli innocui oppure avere particolari funzioni: ci sono teschi letali, blocchi mobili, numeri che indicano quante volte toccarli per farli sparire e valgono punteggio, attrazioni magnetiche e gravitazionali, teletrasporti, ecc. Anche le killerball, sebbene indistruttibili, sono influenzate dai blocchi.
Ogni livello è costituito da due schermate con lo stesso fondale: la prima volta che si apre e raggiunge l'uscita si passa a una seconda stanza più semplice, dove non ci sono generatori, l'uscita è già aperta e bisogna solo evitare alcuni blocchi e killerball.
Almeno nelle versioni Amiga e ST, i livelli sono in tutto 27.

## Accoglienza
Beam ricevette di solito giudizi medi o moderatamente positivi dalla critica europea del tempo, con molti voti complessivi comparabili a 6 o 7 decimi.
La rivista tedesca Aktueller Software Markt fu decisamente insoddisfatta solo per quanto riguardava il prezzo (80 marchi nella prima versione Amiga), eccessivo per un titolo non spettacolare o particolarmente originale.